# Клиффорд, Розамунда
Розамунда де Клиффорд (англ. Rosamund de Clifford) или Джоан де Клиффорд (англ. Joan de Clifford; ум. 1176) — дочь Уолтера Фиц-Ричарда де Клиффорд и Маргариты де Тосни, любовница короля Англии Генриха II Плантагенета. За свою красоту получила прозвища «Прекрасная Розамунда» (англ. Fair Rosamund) и «Роза мира» (англ. Rose of the World).

## Биография
Розамунда происходила из англо-нормандского рода Клиффордов. Её отец Уолтер Фиц-Ричард был сначала стюартом, а потом владельцем замка Клиффорд в Херефордшире. От его названия и произошло название рода.
Имя Розамунда, вероятно, произошло от латинского выражения rosa mundi («роза мира»).
Точный год рождения Розамунды неизвестен. Она была младшим ребёнком в семье. Брак её родителей относят ко времени после 1140 года, поэтому она могла родиться в 1140-е — 1150-е годы. Вероятно, в 1163 году она познакомилась с королём Генрихом II, который останавливался в принадлежащем её отцу замке Клиффорд во время военной кампании против валлийского правителя Риса ап Грифида. А в 1166 году у неё начался роман с королём. Генрих поселил любовницу в Вудстокском дворце. Однако до 1174 года о её связи с Генрихом II практически никто не знал.
В 1174 году роман Генриха II и Розамунды стал достоянием общественности. В этом году Алиенора Аквитанская, жена Генриха II, которая ранее присоединилось к восстанию сыновей против супруга, попала к нему в плен и была помещена в заключение в Солсбери. С этого момента король стал открыто жить с Розамундой. Он даже рассматривал возможность развода с Алиенорой, чтобы жениться на Розамунде. Гиральд Камбрийский с осуждением сообщает об этом и, играя словами, пишет, что Розамунду следует именовать «поганой Розой» (лат. Rose immonde).

Однако планы Генриха провалились. Папа римский отказался разводить короля с женой. Кроме того, в 1176 году Розамунда серьёзно заболела и удалилась в монастырь Годстоу (около Оксфорда), где и умерла в том же году.
Поздняя легенда обвинила Алиенору в том, что она отравила свою удачливую соперницу. Согласно ей, король пытался спрятать Розамунду от жены в замке, а в саду вокруг он устроил непроходимый лабиринт, найти дорогу в котором можно было лишь с помощью серебряной путеводной нити. Но мстительная Алиенора смогла найти дорогу, после чего предложила Розамунде на выбор — погибнуть от кинжала или от яда. Розамунда выбрала яд. Однако данная легенда, которая нашла отражение во многих произведениях и живописных полотнах, исторически недостоверна, поскольку Алиенора в это время находилась в заключении и не могла совершить приписываемые ей деяния.
После смерти Генриха II в 1191 году епископ Линкольна Хью посетил могилу Розамунды в Годстоу. Он увидел гробницу в церкви, украшенную шёлковой тканью в окружении восковых свечей — монахини испытывали глубокое почтение к Розамунде, поскольку король осыпал монастырь дарами, чтобы монахини заботились о могиле. Но когда епископ узнал, кто похоронен в гробнице, он впал в ярость и велел перезахоронить тело Розамунды за пределами церкви, поскольку «она была нечестивой женщиной, а любовь короля к ней была незаконной, нарушившей супружескую верность». Монахини выполнили приказ епископа и погребли тело за пределами церкви — на монастырском кладбище. Её могила существовала до XVI века, пока не была уничтожена во время роспуска монастырей королём Генрихом VIII.

## Предполагаемые дети
Сведения о детях, которые родились от связи между Розамундой и Генрихом II, противоречивы. Легенда приписала Розамунде, что она была матерью Джеффри, ставшего архиепископом Йорка, и Уильяма Длинного Меча, графа Солсбери. Однако эти сведения противоречат фактам. Джеффри родился около 1152 года. Розамунду, которая была младшим ребёнком в семье, в 1170-е годы хронисты называют «девочка» (лат. puellam). В 1152 году она была ещё ребёнком и не могла родить в это время Джеффри. Кроме того, хронист Уолтер Мэп сообщает, что мать Джеффри звали Икенаи.
Что касается Уильяма Длинного Меча, то версия о том, что его матерью была Розамунда, долго считалась общепризнанной в историографии. Однако благодаря найденному документу было установлено, что его матерью была Ида де Тосни, которая в 1181 году вышла замуж за Роджера Биго, 2-го графа Норфолка.